# 北方集團軍 (北約)
北约的北方集团军群（Northern Army Group，NORTHAG）是北大西洋公约组织盟军西德北部和低地国家部署的多国军队组织，原身为二战中的盟军第21集团军群，在行政关系上隶属于北约的欧洲盟军最高司令部（SHAPE）管理，在作战中则受到中欧盟军司令部（AFCENT）指挥，负责保卫西德、英国、荷兰、比利时、卢森堡和法国免遭华约组织武装力量的军事入侵。

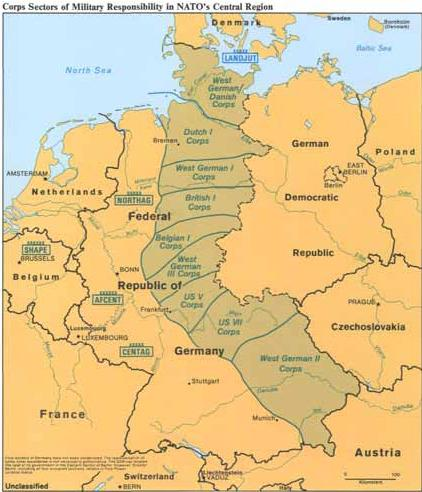
80年代北约组织在中欧地域的军级责任防区。

北方集团军群的最高指挥官一般会是一名英国陆军的上将，他同时也会是英国莱茵集团军的指挥官。
北方集团军群的责任辖区为汉堡及其以南、卡塞尔及其以北，两德边境以西。由于北约组织在防御中采用“切片蛋糕”（Layer Cake）式的防御宽度规划，北方集团军群的防线被从北到南分成四段，分别交给荷兰、西德、英国和比利时防御，预备队则主要为法国陆军。在80年代初，苏军驻德集群的部署态势——继而是苏军在西德的战略进攻中心由南翼的富尔达-法兰克福轴线北移向北翼的汉堡-莱茵河口轴线，因而驻守在美国本土的美国第三军也将通过返德行动加入到北方集团军群的作战之中。北方集团军群还直接控制着北约的第2盟军战术航空队（2.ATAF）。
战时北约方面需要采取“主动防御”（Active Defense）或“接续部队打击”（FOFA）策略，为此北方集团军群的主要作战兵团需要将入侵的华约部队（主要将来自苏军驻德集群、苏军北方集群和波兰人民军）阻挡在两德边境线以西30英里纵深的距离之内，然而由于种种原因集团军群内的一些盟国部队在平时需要驻扎在国内，所以对华约军动向的探知、掌握以及紧急动员集结机动能力是北方集团军群的几大难题。同西德南部的北约中央集团军群和丹麦地区的盟军北方力量的合作也是北方集团军群的重要工作。

## 战斗序列
截止到1989年，北方集团军群的主要作战的单位包括（由北到南）：
第1荷兰军 - 阿珀尔多伦，荷兰
- 第1步兵师 （机械化） - 萨尔斯伯根
  - 第11机械化旅 - 萨尔斯伯根
  - 第12机械化旅 - 宁斯佩特
  - 第13装甲旅 - 奥伊尔斯霍特
  - 第102侦察营 - 霍格兰
  - 第25防空营
- 第4步兵师 （机械化） - 哈尔德韦克
  - 第41装甲旅 - 采文，西德：
  - 第42机械化旅 - 阿森
  - 第43机械化旅 - 斯滕韦克
  - 第103侦察营 - 采文，西德
  - 第15防空营
- 第5步兵师 （机械化） - 阿珀尔多伦：预备役单位
  - 第51装甲旅 - 哈尔德韦克
  - 第52机械化旅
  - 第53机械化旅 - 哈尔德伦
  - 第104侦察营 - 阿珀尔多伦
  - 第35防空营
- 第104突击连 - 阿珀尔多伦
- 第105侦察营
- 第101步兵旅 - 登丁恩
- 第101炮兵大队 - 哈尔德韦克
- 第102炮兵大队 - 哈尔德韦克
- 第103炮兵大队 - 雷嫩
- 第104炮兵大队 - 阿珀尔多伦
- 第101防空大队 - 韦泽普
- 第101工兵大队 - 阿珀尔多伦
- 第201工兵大队
- 第101宪兵营：
- 第298中队 - 苏斯特贝赫
- 第299中队 - 德伦
- 第300中队 - 德伦
- 第302中队 - ：（架子单位）

第1西德军 - 明斯特，西德
- 第1装甲师 - 汉诺威
  - 第1装甲掷弹兵旅 – 希尔德斯海姆
  - 第2装甲旅 – 布伦瑞克
  - 第3装甲旅 “维瑟-莱纳” - 宁堡
  - 第1炮兵团
  - 第1高炮团
  - 第1侦察营
  - 第1工兵营
  - 第16猎兵营
  - 第17猎兵营
  - 第1陆军航空联络和观察中队
- 第3装甲师 - 布克斯特胡德
  - 第7装甲掷弹兵旅 - 汉堡
  - 第8装甲旅 “吕讷堡” - 吕讷堡
  - 第9装甲（教导）旅 - 蒙斯特
  - 第3炮兵团
  - 第3高炮团
  - 第3侦察营
  - 第3工兵营
  - 第36猎兵营
  - 第37猎兵营
  - 第3陆军航空联络和观察中队
- 第7装甲师 - 瓮纳
  - 第19装甲掷弹兵旅 – 阿伦
  - 第20装甲旅 “梅基施藻厄兰” – 伊瑟隆
  - 第21装甲旅 “利珀兰” – 奥古斯多夫
  - 第7装甲炮兵团
  - 第7高炮团
  - 第7侦察营
  - 第7工兵营
  - 第76猎兵营
  - 第77猎兵营
  - 第7陆军航空联络和观察中队
- 第11装甲掷弹兵师 - 奥尔登堡
  - 第31装甲掷弹兵旅 - 奥尔登堡
  - 第32装甲掷弹兵旅 - 施瓦讷韦德
  - 第33装甲旅 “策勒” - 策勒
  - 第11炮兵团
  - 第11高炮团
  - 第11侦察营
  - 第11工兵营
  - 第116猎兵营
  - 第117猎兵营
  - 第11陆军航空联络和观察中队
- 第27空降旅 - 利普施塔特
- 第1西德军炮兵群 - 迪尔门
- 第1陆军航空指挥部 - 汉斯多夫
- 第1防空指挥部 - 明斯特
- 第1战斗工兵指挥部 - 明登
- 第100远程侦察连 - 明斯特
- 第100保安营

英国第1军 - 比勒费尔德，西德
- 第1装甲师 - 费尔登
  - 第7装甲旅 - 索尔陶
  - 第12装甲旅 - 奥斯纳布吕克
  - 第22装甲旅 - 霍讷
  - 第1师属炮兵群 - 霍讷
  - 第21皇家工兵团 - 威悉河畔宁堡
  - 第1防空团 - 希尔德斯海姆
  - 陆军航空队第1团 - 希尔德斯海姆
- 第3装甲师：索斯特
  - 第4装甲旅 - 明斯特
  - 第6装甲旅 - 索斯特
  - 第33装甲旅 - 帕德博恩
  - 第3师属炮兵群 - 明斯特
  - 第26野炮团，皇家工兵团 - 伊瑟隆
  - 第3防空团 - 索斯特
  - 陆军航空队第3团 - 索斯特
- 第4装甲师 - 汉默史密斯
  - 第11装甲旅 - 明登
  - 第20装甲旅 - 代特莫尔德
  - 第19步兵旅：驻扎在英国
  - 第4师属炮兵群 - 帕德博恩
  - 第35野炮团，皇家工兵团 - 哈姆伦
  - 防空团 - 多特蒙德
  - 陆军航空队第4团 - 多特蒙德
- 第1炮兵旅 - 比勒费尔德
- 第16/5女王皇家枪骑兵团
- 蓝色&皇家侦察团
- 第23工兵团 - 奥斯纳布吕克
- 第25两栖工兵团 - 奥斯纳布吕克
- 第32装甲工兵团 - 明斯特朗格尔
- 第664陆军航空中队 - 明登

第1比利时军 - 科隆，西德
- 第1步兵师（机械化） - 列日，比利时：
  - 第1机械化步兵旅 - 利奥波茨堡，比利时
  - 第7机械化步兵旅 - 马尔什昂法梅讷，比利时
  - 第12摩托化步兵旅 （预备役） - 列日，比利时
- 第16步兵师 （机械化） - 索斯特，西德
  - 第4机械化步兵旅 - 索斯特，西德
  - 第17装甲旅 - 锡根，西德
  - 第10机械化步兵旅 （预备役） - 利姆伯格，比利时

与此同时，法国根据协议会在战时派遣其第3军支援北方集团军群，其编制为：
第3法国军 - 里尔，法国：隶属于第1法国集团军，主要任务在北方集团军群
- 第2装甲师 - 凡尔赛
  - 第6胸甲骑兵团
  - 第2龙骑兵团
  - 第501装甲团
  - 第51步兵团
  - 乍得整编团
  - 第39步兵团
  - 第1海军陆战炮兵团
  - 第5战斗工兵团
  - 第2指挥和支援团
- 第10装甲师 - 香槟沙隆
  - 第2猎兵团
  - 第4龙骑兵团
  - 第503装甲团
  - 第1猎兵大队
  - 第150步兵团
  - 第151步兵团
  - 第3海军陆战炮兵团
  - 第3炮兵团
  - 第3战斗工兵团
  - 第10指挥和支援团
- 第8步兵师 （机械化） - 亚眠
  - 第7本土猎兵团
  - 第8步兵团
  - 第67步兵团
  - 第94步兵团
  - 第41海军陆战炮兵团
  - 第8战斗工兵团
  - 第8指挥和支援团
- 第3法国军直属单位：
  - 第1轻骑兵团 - 里尔
  - 第4炮兵团 - 迈利
  - 第8炮兵团 - 科梅尔西
  - 第16炮兵团 - 默伦
  - 第54炮兵团 - 伊埃雷
  - 第58炮兵团 - 杜埃
  - 第401炮兵团 - 德拉吉尼昂
  - 第6战斗工兵团 - 里尔
  - 第13战斗工兵团 - 卡斯特尔萨拉桑
  - 第71战斗工兵团 - 奥西勒
  - 第72战斗工兵团 - 穆尔默隆
  - 第6战斗直升机团 - 贡比涅

美国第三军有3个重装师有支援北方集团军群的任务，第三军指挥部亦会落户西德北部指挥这三个重装师。这些师都是返德单位，为了避免装备预储存库遭到华约军队突袭，美军第2装甲师第3旅被预先部署到西德的卡尔施泰特。会抵达北约北方集团军群防区的美国第三军单位包括：
- 第1骑兵师 - 德克萨斯胡德堡 - 在比利时有5处预部署设施储存点（POMCUS）：
- 第2装甲师 - 德克萨斯胡德堡 - 在西德门兴格拉德巴赫有4处预部署设施储存点（POMCUS）：
  - 第3旅 - 预部署到西德卡尔施泰特
- 第5步兵师 （机械化） - 路易斯安那波克堡 - 在荷兰有6处预部署设施储存点（POMCUS）：
- 第3装甲骑兵团 - 德克萨斯布利斯堡 - 西德门兴格拉德巴赫有4处预部署设施储存点（POMCUS）：
- 第212野战炮兵旅 - 俄克拉何马锡尔堡 - 在西德门兴格拉德巴赫有4处预部署设施储存点（POMCUS）：

## 参战经历
讽刺的是，北约北方集团军群所制定的阻挡华约军入侵的战争计划从来没有在现实中实现，故在整个冷战期间北方集团军群没有参与任何作战行动。然而，在苏联解体后的1992年，南斯拉夫境内的内战加剧，而联合国所派出的维和部队的指挥部是由北约北方集团军群的人力组建的。

## 解散
1993年6月24日，北约北方集团军群的指挥部和盟军第2联合战术航空队在进行告别典礼后宣布解散。

## 扩展阅读
- David G. Haglund and Olaf Mager (eds), Homeward bound? : allied forces in the new Germany, Westview Press, 1992. xi, 299 p. : ill. ; 22 cm. ISBN 0-8133-8410-9.